# Tympanoptera angustipennis
Tympanoptera angustipennis är en insektsart som först beskrevs av Brunner von Wattenwyl 1895.  Tympanoptera angustipennis ingår i släktet Tympanoptera och familjen vårtbitare.

## Underarter
Arten delas in i följande underarter:
- T. a. angustipennis
- T. a. minor